# 윌리엄 로우

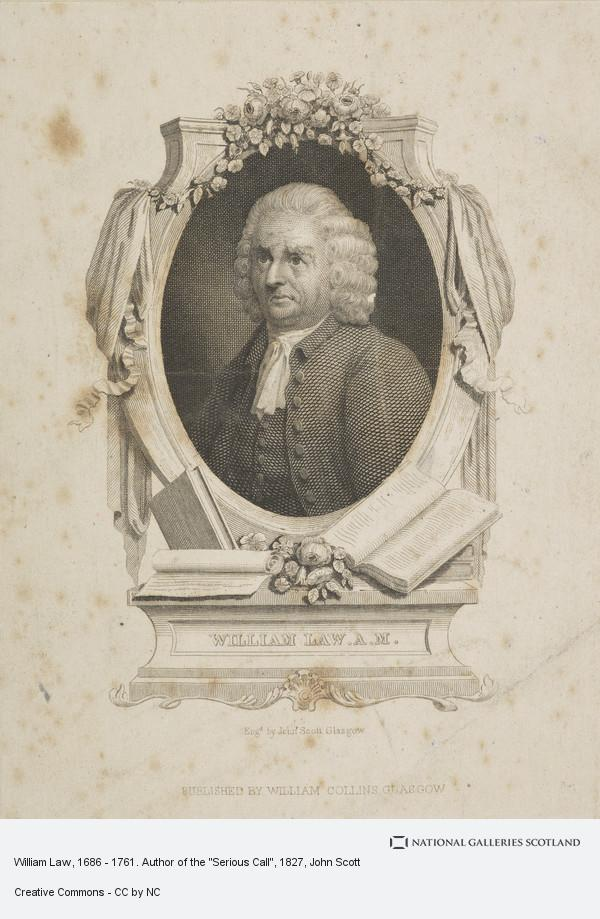

윌리엄 로우 (William Law, 1686년 - 1761년 4월 9일)는 영국 국교회의 신부였으나 임마누엘 칼리지 (케임브리지 대학교)에서 그의 지위를 양심의 문제로 내려 놓았다. 그의 저서인 《경건한 삶을 위한 엄숙한 부르심》(A Serious Call to a Devout and Holy Life, 1729년)은 많은 이들에게 영향을 미쳤다. 그 중에는 윌리엄 윌버포스, 존 웨슬리, 조지 휫필드 등이 있다.
그는 아이작 뉴턴과 제이콥 봄을 매우 깊이 존경하였다. 그는 뉴턴에 대하여 '대단한 철학자'로 봄에 대하여 '하나님으로부터 조명을 받은 도구'라고 평하였다.

## 신비주의자
로우는 신비주의자로써 거룩의 의미를 강조함으로 칭의를 성화의 삶 다음에 오는 것으로 설명하였다.

## 참고 자료
- Abby, Charles J., The English Church in the 18th Century, 1887.
- Foster, Richard J., Celebration Of Discipline, San Francisco: Harper & Row, 1988.
- Huxley, Aldous, The Perennial Philosophy, 1945.
- Joling-van der Sar, Gerda J. (2006). “The controversy between William Law and John Wesley”. 《English Studies》 (Informa UK Limited) 87 (4): 442–465. doi:10.1080/00138380600757810. ISSN 0013-838X.
- Joling-van der Sar, Gerda J. (2003). 《The spiritual side of Samuel Richardson : mysticism, Behmenism and millenarianism in an eighteenth-century English novelist》 (Thesis). University of Leiden. ISBN 90-90-17087-1. OCLC 783182681. 2020년 6월 28일에 확인함.
- Lecky, W.E.H, History of England in the 18th Century, 1878–90.
- Overton, John Henry, William Law, Nonjuror and Mystic, 1881.
- Stephen, Leslie, English Thought in the 18th century.
- 틀:DNB Cite
- Tighe, Richard, A Short Account of the Life and Writings of the Late Rev. William Law, 1813.
- Walker, A.Keith. William Law: His Life and Work SPCK, 1973.
- Walton, Christopher, Notes and Materials for a Complete Biography of W Law, 1848.